# Резваншахр
Резваншахр (перс. رضوانشهر; произносится: Рэзваншяхр) — иранский город, расположенный в остане Гилян. Город является центром шахрестана Резваншахр. Религия, исповедуемая большинством жителей шахрестана — ислам (шиизм или суннизм шафиитского мазхаба).

## История
Изначальное название Резваншахра звучало как Разванд (с вариантами: Разванде и Резванди), которое потом изменилось в Резвандехи Резванщахр. Этот населенный пункт слабо развивался вплоть до 1920-х гг. Во время дженгелийского движения вновь стала использоваться заброшенная дорога, построенная в районе поселения ещё в период шаха Аббаса. Дорога простиралась от Резвандеха через Гесгерат до приморской деревни Шефаруд.
Примерно в 1940 г. было построено шоссе из Энзели в Астару, пересекшее дорогу шаха Аббаса непосредственно на месте нынешнего Резваншахра. Образовавшийся перекресток дорог стал местом остановки путешественников, укладки и перевозки грузов, благодаря чему село Резвандех получило известность. Через некоторое время базар, работавший по средам, в деревне Биг-Заде, в трех километрах к северу от Резвандеха, был перенесен на тот перекресток. В результате этого поселение Резвандех стало бурно расти, получило статус города и приобрело вид современного городского поселения.

## Достопримечательности и климатические условия
Город Резваншахр является очень благоприятным местом для жизни, учитывая развитую инфраструктуру, весьма благоприятный климат летом и довольно мягкую зиму, а также то, что в районе города находятся одновременно горы, море, леса. Важно и то, что жители города характеризуются как очень гостеприимные, добрые и отзывчивые. Благодаря своему выгодному географическому расположению город привлекателен для инвестиций. В районе Резваншахра существуют водопад Асьябага и пещера Шалаш.

## Демографическое движение населения
Согласно трем последним иранским переписям (25 октября 1996 г., 25 октября 2006 г. и 24 октября 2011 г.) динамика населения Резваншахра выглядела следующим образом: 8875 человек, 12 453 человека и 15 267 человек. Общие темпы роста за пятнадцатилетие оказались равны 1,7 раза — это чрезвычайно высокий темп. За 1996—2006 гг. прирост населения был зафиксирован в размере 3,4 % в среднем за год, а за 2006—2011 гг. этот показатель резко возрос, составив 4,2 % в год. Безусловно, учитывая очень низкую рождаемость Гиляна, невероятно, чтобы у горожан Резваншахра, принципиально не отличающихся по культурным характеристикам от гилянцев, каким-то образом обнаружилась крайне высокая рождаемость на уровне физиологического максимума, нетипичная не только для Гиляна, но и ни для одной современной иранской провинции, при которой только и возможны зафиксированные в городе темпы роста. Значит, основной вклад в них сыграла миграция из-за выгодного географического положения города и его весьма благоприятных климатических условий. В среднем за 1996—2006 гг. рост населения города оказался равен 360 человек, а за 2006—2011 гг. — уже 560. На 2011 г. есть возможность узнать и о соотношении полов в городе. Так, в нём по переписи было зарегистрировано 7534 мужчины и 7733 женщины, или на 100 женщин приходилось только 97 мужчин, что очень нетипично в целом для всего Ирана, где отмечено заметное преобладание мужчин. Город Резваншахр, хотя и очень небольшой, но растет темпами значительно быстрее столицы провинции города Решт.